# Émile-Henri Brunner-Lacoste
Émile-Henri Brunner-Lacoste, né Émile-Henry Lacoste à Paris (ancien 11e arrondissement) le 26 août 1837 et mort à Paris (12e arrondissement) le 27 mars 1881, est un artiste peintre français qui a réalisé des peintures représentant des fruits, des fleurs et des paysages.

## Biographie
Brunner-Lacoste expose fréquemment au Salon de Paris. D'abord élève de son père G. Brunner, lui-même peintre de végétation florale, il travaille sous la direction d'Eugène Lepoittevin et d'Eugène Faure.
En 1871, il participe à la conception de la suite Binant.
On lui doit les peintures de la sous-préfecture de Sceaux, de la salle à manger du hameau du château de Chantilly et celles de la demeure du duc d'Hamilton à Londres. Très proche d'Ernest Gallé, il lui donne de nombreuses œuvres, aujourd'hui exposées au musée Gallé-Juillet.

## Œuvres dans les collections muséales françaises
(Liste non exhaustive)
- Service à thé, huile sur toile, musée Condé, Chantilly
- Nature morte au cygne, 1868, huile sur toile, exposée au Salon de 1968, musée Gallé-Juillet, Creil[5]
- Nature morte au gibier, 1880, huile sur toile, musée Gallé-Juillet, Creil[6]
- Campement de bohémiens à Creil, huile sur bois, musée Gallé-Juillet, Creil[7]
- Nature morte aux poissons, 1876, huile sur toile, musée Gallé-Juillet, Creil[8]
- Nature morte aux fruits et aux légumes, huile sur papier, musée Gallé-Juillet, Creil[9]
- Études de pavots, 1880, huile sur bois, musée Gallé-Juillet, Creil[10]
- Melle Marie Gallé, vers 1870, huile sur toile, musée Gallé-Juillet, Creil[11]
- Auguste Gallé enfant, vers 1870, huile sur toile, musée Gallé-Juillet, Creil[12]